# Baner
- Övre vänster: Detalj från Bayeuxtapeten av en normandryttare som fanar vad som tros vara korpbaneret.
- Övre höger: Jeanne d'Arc med baner, Centre Historique des Archives Nationales, Paris, AE II 2490.
- Undre vänster: Begravningsbaner med Närkes landskapsvapen, fört i Karl X Gustavs begravningståg 1660,  Livrustkammaren.
- Undre höger: Ristning på Väte kyrka på Gotland av en ryttare med långsköld och lans med baner, från en tidigare kyrka, troligen senare än 1000-tal med tanke på sköldformen.

Baner (uttal: /banér/) kan antingen avse en vapenflagga eller en sorts mindre, buren fana som representerar någon viss person eller militärt förband.
Under medeltiden var ett baner en rektangulär eller senare avsmalnande duk. Vanligtvis visade den ägarens heraldiska vapen, varför begreppet baner ibland används som synonym till vapenflagga. Baneret fungerade i strid som samlingspunkt, och skilde sig från fanor och standar genom att representera ägarens person.

## Etymologi
Ordet baner anses komma av ett medeltidslatinskt *bandaria, efter latinets bandum "fälttecken", ett ord som ytterst har germanskt ursprung; jämför med gotiskans bandwa, bandwô "tecken".

## Korpbaneret
I de medeltida vikingasagorna berättas att vikingarna stundom förde en örlogsflagga som flög en korp för att representera krigsguden Oden. Denna detalj, hur historisk den än må vara, har sedermera blivit legendarisk i modern tid.
På bayeuxtapeten från slutet av vikingatiden finns en normandryttare avbildad med en lansfana flygandes en fågel. Då normanderna var direkta ättlingar till nordiska vikingar har denna avbildning tolkats som möjligtvis avbildande korpbaneret. Hur sannolikt det är att kristna normander skulle flyga en hednisk örlogsflagga är omtvistat.

## Svenska riksbaneret

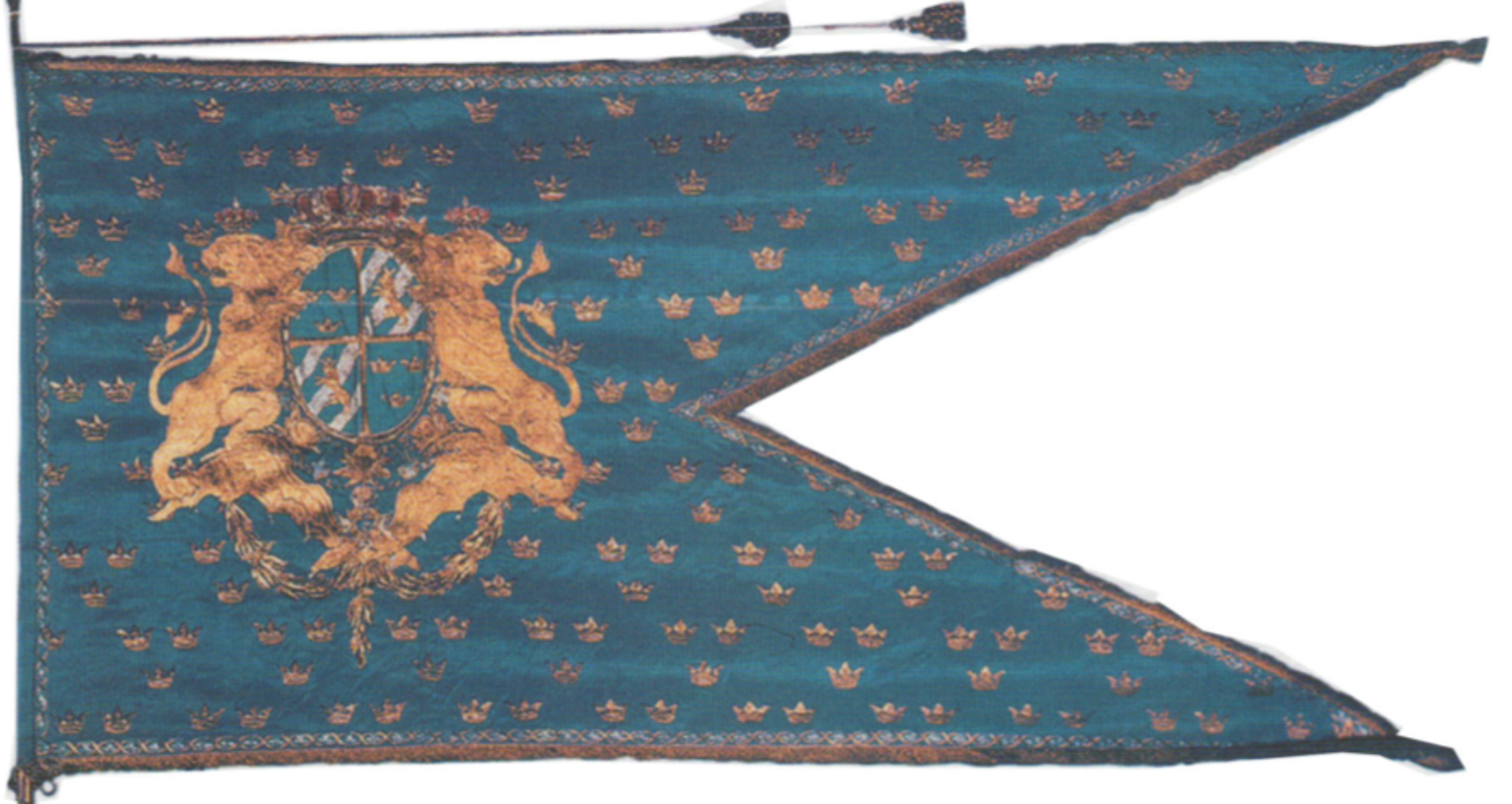
Riksbaneret

I Sverige infördes under 1400-talet ett riksbaner som framförallt användes vid ceremonier som begravningar och kröningar. Riksbaneret motsvarades i fält av det kungliga kommandotecknet huvudbanéret. Sveriges riksbaner är formellt fortfarande giltigt, men används dock sällan.
I Försvarsmaktens ceremonireglemente stadgas det följande om Riksbaneret;
| ” | Riksbaneret, eskorterat av en honnörsstyrka (grenadjärkompani), skall vid Konungens begravningsprocession föras enligt särskilda anvisningar. | „ |

I modern tid har termen oftast använts i överförd bemärkelse som abstrakt eller konkret symbol för samling eller ideal: Under frihetens baner.

## Banderoller för reklam
Banderollindustrin, som ofta tillverkar banderoller på plastbakgrund, har utvecklats från traditionella vinylbanderoller till banderoller som trycks på stora, ultrabreda bläckstråleskrivare på en mängd olika vinyl- och tygmaterial med lösningsmedelslösliga bläck och UV-härdande bläck.
Banderoller används i många kommersiella sammanhang för att locka till sig potentiella målgrupper. Förtryckta banderoller används ofta, men är enkla och prisvärda. Banderoller kan tryckas i stora format och i en mängd olika färger. De kan också användas i en mängd olika situationer: hängas från en befintlig armatur, monteras på en vägg eller till och med monteras separat. När en reklambanderoll hängs upp mellan stolpar krävs öglor eller annan fastsättningsmetod för att förhindra att banderollen rivs sönder eller flyger iväg. Aluminiumgenomföringar kan skäras in i banderollen och användas som säkra ingångspunkter för fastsättning av banderollen. Denna installationsmetod ger en mer hållbar annonsering. 

## Banderoller för sport
Sportfans köper eller tillverkar ofta banderoller för att placera på läktarna. Lagbanderoller innehåller vanligtvis lagets logotyp, namn eller smeknamn, motto och lagfärger. Banderoller för individuella idrottare får innehålla en bild eller teckning av spelaren. Sportbanderoller kan också tillägnas kända spelare eller idrottare som har valts in i Hall of Fame och minnas mästerskap som har vunnits. Dessa sportbanderoller hängs vanligtvis upp på balkar i arenor och stadion.
Fans till den uruguayanska fotbollsklubben Nacional har gjort en banderoll som mäter 600 x 50 meter och väger mer än 2 ton; de hävdar att det är den största banderollen i världen. Den introducerades i april 2013 vid en fotbollsmatch i Libertadores Cup på Centenario Stadium. 
Rallyhanddukar har vissa kulturella funktioner som liknar banderoller.